# Frank Kinard
Frank Manning Kinard Sr., detto Bruiser (Pelahatchie, 23 ottobre 1914 – 7 settembre 1985), è stato un giocatore di football americano statunitense che ha giocato nel ruolo di offensive tackle nella National Football League (NFL) e nella All-America Football Conference (AAFC). Al college ha giocato a football all’Università del Mississippi. È stato inserito nella Pro Football Hall of Fame nel 1971.

## Carriera professionistica
Dopo una carriera da All-American all'Università del Mississippi, Kinard fu scelto nel corso del terzo giro (18º assoluto) del Draft NFL 1938 dai Brooklyn Dodgers. Con essi rimase fino alla stagione 1944, venendo convocato per cinque Pro Bowl ed inserito quattro volte nella formazione ideale della stagione All-Pro. Disputò le ultime due stagioni della carriera nel 1946 e 1947 con i New York Yankees della AAFC, una lega rivale della NFL.

## Palmarès
- (5) Pro Bowl (1938, 1939, 1940, 1941, 1942)
- (4) First-team All-Pro (1940, 1943, 1944, 1946)
- Pro Football Hall of Fame (classe del 1971)
- College Football Hall of Fame (classe del 1951)